# Black And Shadows
Black And Shadows – polska nowofalowa grupa muzyczna założona w 1990 r. w Zabrzu.
Jak napisano w portalu Bat-cave.pl: „Zimnofalowy zespół z Zabrza, podpisujący się najczęściej skrótem B.A.S.”

## Dyskografia
- 1991: Dark Live (MC)
- 1992: Poszukaj swojego cienia (MC)
- 2010: Poszukaj swojego cienia (CD)